# Gladys Landaverde
Gladys Nataly Landaverde Hernández (* 23. Februar 1990 in San Ignacio) ist eine ehemalige salvadorianische Leichtathletin, die sich auf den Mittelstreckenlauf spezialisiert hat. Aktuell ist sie Inhaberin der Landesrekorde über 800 und 1500 Meter.

## Sportliche Laufbahn
Erste internationale Erfahrungen sammelte Gladys Landaverde bei den Zentralamerikajuniorenmeisterschaften 2004 in San José, bei denen sie in 11:04,59 min die Silbermedaille im 3000-Meter-Lauf gewann. Anschließend belegte sie bei den CAC-Juniorenmeisterschaften in Coatzacoalcos in 4:03,92 min den fünften Platz über 1200 Meter in der U17-Altersklasse. 2006 gewann sie bei den Zentralamerikajuniorenmeisterschaften in Guatemala-Stadt in 4:50,09 min die Silbermedaille im 1500-Meter-Lauf und anschließend gewann sie bei den CAC-Juniorenmeisterschaften in Port of Spain in 2:13,86 min und 3:34,12 min jeweils die Bronzemedaille über 800 und 1200 Meter. Im Jahr darauf gewann sie bei den Zentralamerikajuniorenmeisterschaften in San Salvador in 2:13,44 min die Silbermedaille im 800-Meter-Lauf, ehe sie bei den Zentralamerikameisterschaften in San José in 2:13,02 min und 4:42,09 min jeweils die Silbermedaille über 800 und 1500 Meter gewann. Daraufhin schied sie bei den Jugendweltmeisterschaften in Ostava mit 2:14,24 min in der ersten Runde über 800 Meter aus. 2008 siegte sie bei den Zentralamerikameisterschaften in San Pedro Sula in 4:40,12 min über 1500 Meter sowie in 4:07,92 min auch mit der salvadorianischen 4-mal-400-Meter-Staffel und gewann über 800 Meter in 2:12,36 min die Silbermedaille hinter ihrer Landsfrau Brenda Salmeron. Anschließend belegte sie bei den Zentralamerika- und Karibikmeisterschaften (CAC) in Cali in 4:46,17 min den vierten Platz über 1500 Meter und gelangte über 800 Meter mit 2:15,4 min auf Rang elf. Daraufhin siegte sie bei den Zentralamerikajuniorenmeisterschaften in San Salvador in 2:14,91 min und 4:50,94 min über 800 und 1500 Meter, gewann in 10:43,44 min die Bronzemedaille über 3000 Meter und sicherte sich mit der 4-mal-100- und 4-mal-400-Meter-Staffel jeweils die Silbermedaille. Im Jahr darauf gewann sie bei den Zentralamerikajuniorenmeisterschaften ebendort die Silbermedaillen über 800 und 1500 Meter sowie in beiden Staffelbewerben. Anschließend siegte sie in 2:16,08 min und 4:49,12 min über 800 und 1500 Meter bei den Zentralamerikameisterschaften in Guatemala-Stadt und gewann dort ebenfalls in beiden Staffelbewerben die Silbermedaille. Zudem schied sie bei den Panamerikanischen Juniorenmeisterschaften in Port of Spain mit 2:15,81 min im Vorlauf über 800 Meter aus und belegte in 4:53,46 min den fünften Platz über 1500 Meter.
2010 gewann sie bei den Zentralamerikaspielen in Panama-Stadt in 2:12,04 min die Bronzemedaille über 800 Meter hinter den Panamaerinnen Andrea Ferris und Rolanda Bell und sicherte sich über 1500 Meter in 4:26,57 min ebenfalls die Bronzemedaille hinter diesen beiden Athletinnen. Anschließend gelangte sie bei den Ibero-Amerikanischen Meisterschaften in San Fernando mit 4:28,19 min auf den elften Platz über 1500 Meter, ehe sie bei den Zentralamerika- und Karibikspielen in Mayagüez in 4:28,81 min den siebten Platz belegte. Im Jahr darauf gewann sie bei den Zentralamerikameisterschaften in San José in 2:18,75 min die Silbermedaille über 800 Meter hinter der Panamerin Andrea Ferris und anschließend belegte sie bei den CAC-Meisterschaften in Mayagüez in 4:30,07 min den siebten Platz über 1500 Meter. Ende August schied sie bei den Weltmeisterschaften in Daegu mit 4:28,50 min in der ersten Runde aus, ehe sie bei den Panamerikanischen Spielen in Guadalajara in 4:31,43 min den achten Platz belegte. 2012 belegte sie bei den Ibero-Amerikanischen Meisterschaften in Barquisimeto mit neuem Landesrekord von 4:21,04 min den vierten Platz und anschließend gewann sie bei den Zentralamerikameisterschaften in Managua in 2:07,87 min und 4:22,28 min jeweils die Silbermedaille über 800 und 1500 Meter jeweils hinter der Panamaerin Ferris. Daraufhin belegte sie bei den U23-NACAC-Meisterschaften in Irapuato in 2:11,57 min den sechsten Platz über 800 Meter, ehe sie bei den Olympischen Sommerspielen in London mit neuem Landesrekord von 4:18,26 min in der ersten Runde über 1500 Meter ausschied. Im Jahr darauf gewann sie bei den Zentralamerikaspielen in San José in 2:09,29 min und 4:34,18 min jeweils die Silbermedaille über 800 und 1500 Meter hinter Ferris, ehe sie bei den Zentralamerikameisterschaften in Managua über beide Distanzen in 2:11,12 min und 4:31,49 min die Goldmedaille gewann. Anschließend belegte sie bei den CAC-Meisterschaften in Morelia in 2:10,46 min den sechsten Platz über 800 Meter. Daraufhin beendete sie ihre aktive sportliche Karriere im Alter von 23 Jahren.

## Persönliche Bestleistungen
- 800 Meter: 2:07,87 min, 15. Juni 2012 in Managua (salvadorianischer Rekord)
- 1500 Meter: 4:18,26 min, 6. August 2012 in London (salvadorianischer Rekord)